# Jarahuayuna
Jarahuayuna ( quechua q'ara desnuda, desnuda, wayuna, canasta;   "canasta desnuda") es una montaña en la cordillera de Chonta en los Andes del Perú, tiene alrededor de 4800 metros (15 748 pies) de altura. Se encuentra en la región de Huancavelica, provincia de Castrovirreyna, en la frontera de los distritos de Aurahuá y Castrovirreyna . Se encuentra al suroeste de Sucullo y un lago llamado Antacocha (lago de cobre).  